# Unión Militar Judía
Żydowski Związek Wojskowy (ŻZW, en polaco, castellano  unión militar judía) era una organización clandestina de la resistencia judía sionista que funcionó durante la Segunda Guerra Mundial en el área del gueto de Varsovia y que luchó durante el levantamiento del gueto de Varsovia. La organización fue formada por antiguos oficiales del Ejército polaco a finales de 1939 (poco después del comienzo de la ocupación alemana de Polonia) además estaba formada por miembros destacados del Betar, células del Irgún y otros miembros independientes. El comandante de la organización era Paweł Frenkiel
Debido a sus lazos cercanos con el Armia Krajowa (AK), después de la guerra las autoridades comunistas de Polonia suprimieron la publicación de libros y artículos sobre el  ŻZW, para que su papel en la sublevación del gueto fuera infravalorado, en comparación con la organización judía izquierdista Żydowska Organizacja Bojowa (organización judía de combate), cuyo papel en la lucha contra los nazis se cubre mejor en monografías modernas.